# Bibio castanipes
Bibio castanipes är en tvåvingeart som beskrevs av Jaennicke 1867. Bibio castanipes ingår i släktet Bibio och familjen hårmyggor.
Artens utbredningsområde är Illinois. Inga underarter finns listade i Catalogue of Life.